# Сабу (режисер)
Сабу (яп. サブ, справжнє ім'я — Хіроюкі Танака, яп. 田中博行, Танака Хіроюкі; 18 листопада 1964, префектура Вакаяма, Японія) — японський кінорежисер, сценарист та актор. Лауреат та номінант численних міжнародних та національних фестивальних кінонагород .

## Біографія
Хіроюкі Танака народився 18 листопада 1964 року в префектурі Вакаяма в Японії. Навчався в школі моди міста Осака, перш ніж поїхати в Токіо, щоб стати професійним музикантом.
Сабу не має професійної кіноосвіти. Перш ніж виступити режисером, знімався з 1986 року як актор. Уперше зіграв головну роль у фільмі «Світовий кімнатний жах» (яп. ワールド・アパートメント・ホラ) режисера Кацухіро Отомо в 1991 році. Зіграв другорядну роль в культовому фільмі режисера Кійосі Куросави «Пульс» (2001) і ролі другого плану в декількох фільмах Такасі Міїке («Таємний світ Сіндзюку», «Вбивця Іті»). Як актор використовує ім'я, отримане при народженні, — Хіроюкі Танака, грає холоднокровних бандитів. Використовує творчий псевдонім «Сабу» як режисер і сценарист з 1996 року.
У ранніх фільмах режисера звичайні люди несподівано опиняються в абсурдних ситуаціях і намагаються тікати звідти у звичний для себе світ. Кінокритики відмічають унікальне візуальне рішення та оригінальний гумор фільмів режисера. Вони часто порівнюють Сабу з іншими режисерами «покоління Кітано», такими, як Кійосі Куросава.
Герой фільму «Поштарський блюз» (1997) — звичайний листоноша, який зустрів старого друга, який став наркодилером. Він підкидає в сумку листоноші пакет з наркотиками та відрізаний палець. Героя підозрюють у вбивстві, а сам він опиняється в небезпеці. У фільмі «Нещасна мавпа» (1998) двоє злочинців вирішують пограбувати банк. Грабіж іде не за планом, але гроші опиняються в руках героя фільму — одного із злочинців. Втікаючи від поліції, він випадково завдає смертельного удару ножем молодій дівчині. Ця лінія перетинається з іншої — троє якудза помилково убили лідера протиборчої банди. У фільмі «Водіння» (2002) до молодої людини підсаджуються троє бандитів у масках і наказують наздогнати ще одного члена банди, який втікав, викравши вкрадені гроші.

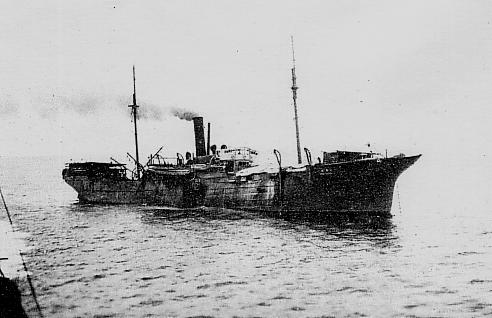
Корабель, на облавку якого відбувалися події повісті та фільму «Краболов» у реальності

Найвідомішим з ранніх фільмів режисера є «Понеділок» (2000). У цьому фільмі герой, прокинувшись в готелі, не може зрозуміти, де він знаходиться і що з ним сталося. Поступово в його свідомості спливають події: вечірка серед гангстерів, убивство. Цілу главу цьому фільму присвятив американо-японський кінознавець Дайсуке Міяо, професор Орегону університету, у своїй книзі «The Oxford Handbook of Japanese Cinema». Фільм став володарем призу ФІПРЕССІ на Берлінському кінофестивалі в 2000 році.
Початок різкої зміни стилю режисера кінокритики відмічали у фільмі «Дзвін благословення» (2002). Головний герой — простий трудар, що опинився в життєвій безвиході після закриття фабрики, на якій він працював. Фільм вирізняється відсутністю динамізму і чорного гумору, характерних для колишніх робіт Сабу, критики відмічали його подібність з повільним і ліричним японським артхаусом. Фільм отримав приз Берлінського кінофестивалю в 2003 році.
У 2005 році Сабу зняв фільм «Смертельна втеча», що оповідає про підлітка, який живе в японській глушині. Якудза намагаються викупити землю, щоб створити тут «елітний район». Герой зближується з місцевим католицьким священиком, про якого говорять, що він убивця, і дівчинкою, батьки якої наклали на себе руки. У фільмі створена похмура й реалістична атмосфера. У цьому ж році поставив фільм «Невдале пограбування», — два грабіжники напередодні Різдва, переодягнувшись в Санта-Клаусів, пограбували банк, але евакуатор забрав їх автомобіль, що змусило їх заховати здобич у камері схову. Це призводить до непередбачуваних наслідків. У фільмі знімалися музиканти з ідол-групи V6.
Після майже п'ятирічної перерви режисер зняв у 2009 році політичний фільм «Краболов» за однойменною повістю Такідзі Кобаясі, написаною в 1929 році, в основі якої — реальні події (існує також фільм 1953 року, знятий в стилі соціального реалізму), книга була перевидана в 2008 році накладом в 500 тисяч екземплярів. Фільм розповідає про боротьбу японських рибалок за свої права. Автор книги перебував в лавах Комуністичної партії Японії, був заарештований та помер під тортурами. У інтерв'ю про фільм Сабу сказав, що не читає мангу і романи, але назвав музику основним джерелом натхнення:
«Коли я пишу сценарій, то завжди під час прослуховування музики. А коли я використовую її у фільмі, то музика грає на радіо в автомобілі, або це звук потягу, шум міста, а не фонова музика».— America’s First Major Retrospective of Japan’s Explosive Film Auteur Features 6 Films with 1 International Premiere
Фільм отримав позитивні рецензії кінокритиків.
У 2010 році Сабу поставив фільм «Покинутий кролик». У основі фільму — дзьосей-манґа Юмі Уніти, що виходила в жіночому журналі Feel Young з жовтня 2005 по квітень 2011 року. Герой фільму після довгої перерви приходить у свій дім на похорони діда. Він зустрічає в саду дівчинку, яка є позашлюбною донькою померлого, хто її мати — невідомо. Ніхто з родичів не хоче взяти до себе дівчинку, це вирішує зробити Дайкіті. Кінокритики порівнювали фільм з «Малюком» Чарлі Чапліна.
У 2013 році Сабу зняв апокаліптичний фільм жахів «Міс Зомбі». У суспільстві, враженому загадковим вірусом, з'являється нове коло жителів — зомбі, але й вони розділяються на класи залежно від ступеня агресивності. Підприємці намагаються залучити до праці в домашньому господарстві найнешкідливішу частину зараженого населення. Фільм став переможцем фестивалю Фанташпорту в номінації «Найкращий фільм», став володарем Гран-прі на Міжнародному кінофестивалі в Жерармері та отримав приз журі на Dhaka International Film Festival в 2014 році.
Фільм режисера 2015 року — «Подорож Тясуке», — був представлений в конкурсній програмі Берлінського міжнародного фестивалю та був відзначений кількома нагородами фестивалю «Фанташпорту». Головний герой фільму — ангел, який приходить у земний світ, щоб врятувати від загибелі дівчину, в яку він закохується.
У 2017 році вийшла кримінальна драма Сабу «Містер Лонг», яка брала участь в конкурсній програмі 67-го Берлінського міжнародного кінофестивалі 2017 року.
На Чиказькому міжнародному фестивалі 2000 року була показана ретроспектива фільмів Сабу. Ретроспектива режисера, яка була організована Товариством Японії, була також проведена у США в 2011 році.

## Особливості творчості
Доля завжди є одним з головних героїв фільмів режисера. Часто персонажі здаються лише маріонетками в її руках. Для фільму Сабу зазвичай характерні: серйозність поставленої проблеми, чорний гумор. Сміх часто викликає не діалог, а сама ситуація. Сюжетні лінії побудовані ретельно та детально продумані, але часто завершуються абсурдним фіналом. Дія зазвичай відбувається лінійно, але завжди містить відсилання до минулого. Сюжет часто (особливо в ранніх фільмах) пов'язаний з кримінальним світом. Героями ранніх фільмів режисера є якудза (при цьому самі фільми засновані на развінчанні образу сильної особистості подібного героя, який показаний як розчарована і втомлена людина, зняті в жанрі чорної комедії). Останні фільми стилістично різноманітніші, серед них мелодрама, фільм жахів і ліричний фентезі. Також Сабу написав сценарій і зняв короткий науково-фантастичний фільм «A1012K» (2002).
Головні ролі в перших п'яти його фільмах зіграв актор Сін'їті Цуцумі, який раніше був відомий головним чином як театральний актор. Коли кінокритик попросив Цуцумі описати Сабу одним словом, то він відповів: «Геній!». У більшості фільмів режисера є присутньою роль для японських акторів Рена Осугі і Сусуму Терадзіми (постійних акторів Такесі Кітано).
Сабу зізнається, що значний вплив на його стиль зробив фільм «Біжи, Лоло, біжи» (режисер — Том Тиквер, 1998). Фільм «Поштарський блюз» містить явні посилання на класику японського кіно, — такі фільми як «Кайдан» (Масакі Кобаясі, 1964), «Народжений вбивати» (Сейдзюн Судзукі, 1967) і навіть «Чунгкінзький експрес» (Вонг Карвай, 1994). У фільмі «Краболов» кінокритики виявили цитати з «Нових часів» Чарлі Чапліна і «Метрополіса» Фріца Ланга, «Броненосця «Потьомніна»» Сергія Ейзенштейна.

## Фільмографія
| Рік  |     | Назва українською    | Оригінальна назва          | Режисер | Сценарист | Актор |
| ---- | --- | -------------------- | -------------------------- | ------- | --------- | ----- |
| 1996 |     | Нон-стоп             | яп. 弾丸ランナー           | Так     | Так       | Так   |
| 1997 |     | Поштарський блюз     | яп. ポストマンブルース     | Так     | Так       | Так   |
| 1998 |     | Нещасна мавпа        | яп. アンラッキー・モンキー | Так     | Так       |       |
| 2000 |     | Понеділок            | яп. Monday                 | Так     | Так       |       |
| 2002 |     | Водіння              | яп. Drive                  | Так     | Так       | Так   |
| 2002 |     | Дзвін благословення  | яп. 幸福の鐘               | Так     | Так       |       |
| 2002 | к/м | A1012K               | яп. A1012K                 | Так     |           |       |
| 2003 |     | Герой-невдаха        | яп. ハードラックヒーロー   | Так     | Так       |       |
| 2005 |     | Смертельна втеча     | яп. 疾走                   | Так     | Так       |       |
| 2005 |     | Невдале пограбування | яп. ホールドアップダウン   | Так     | Так       |       |
| 2009 |     | Краболов             | яп. 蟹工船                 | Так     | Так       |       |
| 2010 | т/с | Невдаха              | яп. トラブルマン           | Так     | Так       |       |
| 2010 |     | Покинуте кроленя     | яп. うさぎドロップ         | Так     | Так       |       |
| 2013 |     | Міс Зомбі            | яп. Miss Zombie            | Так     | Так       |       |
| 2015 |     | Подорож Тясуке       | яп. 天の茶助               | Так     | Так       |       |
| 2017 |     | Містер Лонг          | англ. Mr. Long             | Так     | Так       |       |

## Визнання
| Рік                                        | Категорія                                           | Фільм                  | Результат |
| ------------------------------------------ | --------------------------------------------------- | ---------------------- | --------- |
| Йокогамський кінофестиваль                 |                                                     |                        |           |
| 1992                                       | Приз найкращому новому акторові                     | Wârudo apâtomento horâ | Перемога  |
| 1997                                       | Приз найкращому новому режисерові                   | Нон-стоп               | Перемога  |
| Міжнародний кінофестиваль у Чикаго         |                                                     |                        |           |
| 1997                                       | Найкращий                                           | Нон-стоп               | Номінація |
| 2002                                       | Найкращий                                           | Дзвін благословення    | Номінація |
| Бангкокський кінофестиваль                 |                                                     |                        |           |
| 1998                                       | Приз глядачів за найкращий азійський художній фільм | Поштарський блюз       | Перемога  |
| Кінофестиваль поліцейського кіно у Коньяку |                                                     |                        |           |
| 1999                                       | Приз «Нова кров»                                    | Поштарський блюз       | Перемога  |
| Кінофестиваль «Фанташпорту»                |                                                     |                        |           |
| 1999                                       | Найкращий фільм                                     | Нон-стоп               | Номінація |
| 2014                                       | Найкращий фільм                                     | Міс Зомбі              | Номінація |
| 2014                                       | Гран-прі Orient Express                             | Міс Зомбі              | Номінація |
| 2014                                       | Спеціальний приз журі Orient Express                | Міс Зомбі              | Перемога  |
| 2016                                       | Найкращий фільм                                     | Подорож Тясуке         | Номінація |
| 2016                                       | Гран-прі Orient Express                             | Подорож Тясуке         | Номінація |
| 2016                                       | Найкращий сценарій                                  | Подорож Тясуке         | Перемога  |
| Берлінський міжнародний кінофестиваль      |                                                     |                        |           |
| 2000                                       | Приз «Дон Кіхот»                                    | Понеділок              | Перемога  |
| 2000                                       | Приз ФІПРЕССІ                                       | Понеділок              | Перемога  |
| 2003                                       | Нагорода Netpac                                     | Дзвін благословенн     | Перемога  |
| 2015                                       | Золотий ведмідь                                     | Подорож Тясук          | Номінація |
| 2017                                       | Золотий ведмідь                                     | Містер Лонг            | Номінація |
| Кінофестиваль «Фантазія»                   |                                                     |                        |           |
| 2003                                       | Приз журі за найкращий азійський фільм              | Водіння                | Перемога  |
| Міжнародний кінофестиваль Cinemanila       |                                                     |                        |           |
| 2003                                       | Гран-прі журі                                       | Дзвін благословення    | Перемога  |
| Кінофестиваль в Жерармері                  |                                                     |                        |           |
| 1900                                       | Гран-прі за найкращий фільм                         | Міс зомбі              | Перемога  |
| Даккський міжнародний кінофестиваль        |                                                     |                        |           |
| 2014                                       | Приз журі                                           | Міс зомбі              | Перемога  |